# Gemeinde Bar
Die Gemeinde Bar (montenegrinisch Општина Бар Opština Bar) ist eine Gemeinde in Montenegro. Der Verwaltungssitz ist Bar.

## Bevölkerung
Die Volkszählung aus dem Jahr 2011 ergab für die Gemeinde Bar eine Einwohnerzahl von 42.048. Davon bezeichneten sich 19.553 (46,5 %) als Montenegriner, 10.656 (25,34 %) als Serben, 3.236 (7,7 %) als Ethnische Muslime, 2.515 (5,98 %) als Albaner und 2.153 (5,12 %) als Bosniaken.
| Zensus    | 1948   | 1953   | 1961   | 1971   | 1981   | 1991   | 2003   | 2011   |
| --------- | ------ | ------ | ------ | ------ | ------ | ------ | ------ | ------ |
| Einwohner | 21.487 | 23.009 | 24.587 | 27.580 | 32.535 | 37.321 | 40.037 | 42.048 |